# Las razones del corazón
Las razones del corazón és una pel·lícula mexicana i espanyola dirigida pel cineasta Arturo Ripstein i protagonitzada per l'actriu Arcelia Ramírez. El guió de Paz Alicia Garciadiego és una versió lliure de la novel·la Madame Bovary del escriptor francès Gustave Flaubert i va formar part de la selecció oficial a concurs del Festival Internacional de Cinema de Sant Sebastià 2011

## Sinopsi
Emilia és un mestressa de casa frustrada per la mediocritat de la seva vida, els fracassos del seu marit i una maternitat aclaparadora i mal portada, on la seva paciència està a punt d'arribar al límit. En un mateix dia el seu amant l'abandona i li embarguen la targeta de crèdit. Després d'un llarg meditar i davant el seu departament desolat i buit decideix suïcidar-se i davant la seva mort provoca un acostament entre el marit i l'amant.

## Repartiment
- Arcelia Ramírez
- Vladimir Cruz
- Plutarco Haza
- Patricia Reyes Spíndola
- Alejandro Suárez

## Rodatge
Es va dur a terme a la ciutat de Mèxic del 3 al 27 de juliol de 2010.

## Crítiques
| «                       | «Torna el desesperat poeta de la desolació; aquell que a Así es la vida va saber traslladar a Medea a l'actualitat, com ara ha fet amb Madame Bovary.» | » |
| — Javier Ocaña, El País | |   |

| « | «Malgrat la convincent actuació de Arcelia Ramírez i les refinades imatges creades per Ripstein, el to escènic i els llargs, solemnes diàlegs llastren la història (...).» Lluís Bonet Mojica, La Vanguardia | » |